# Hans Asperger
Hans Asperger (18. února 1906 – 21. října 1980) byl rakouský pediatr, medicínský teoretik a profesor medicíny. Jako první popsal projevy, které dnes řadíme pod poruchy autistického spektra; samotné označení Aspergerův syndrom však bylo vyřazeno z oficiálních diagnostických manuálů DSM-V i MKN-11.
Výzkumy publikované po roce 2018 přinesly nové poznatky o Aspergerově činnosti během nacistického režimu, včetně jeho spolupráce na lékařských selekcích a jeho aktivního zapojení do rozhodování, které vedlo k umisťování dětí do zařízení, kde docházelo k jejich systematické likvidaci v rámci programu Aktion T4.

## Život

### Mládí, vzdělání a počátky kariéry
Literatura se převážně shoduje, že se Hans Asperger narodil v roce 1906 v rakouském Hausbrunnu. Nicméně matrika narozených Hausbrunnu v roce 1906 dítě shodného příjmení a jména neuvádí. Některé zdroje uvádějí, že se narodil ve Vídni nebo „nedaleko Vídně“. V mládí byl aktivní v katolickém hnutí mládeže Bund Neuland, konkrétně ve skupině Fahrende Scholaren, která kombinovala náboženské hodnoty s německým kulturním nacionalismem.
Studoval na klasickém gymnáziu ve Vídni, kde vynikal v latině a přírodních vědách. V letech 1924 - 1931 navštěvoval lékařskou fakultu Vídeňské univerzity a postupně se odborně profiloval v oblasti dětské vývojové patopsychologie. Po absolutoriu nastoupil jako asistent na univerzitní dětskou kliniku ve Vídni vedenou Franzem Hamburgerem, významným zastáncem nacistické ideologie "rasové hygieny" a také členem NSDAP již od roku 1930.
Po krátkém hostování na univerzitní klinice Lipské univerzity v roce 1934 se Hans Asperger vrátil na Vídeňskou univerzitu a následujícího roku mu bylo svěřeno vedení nové sekce léčebné pedagogiky (Heilpädagogik), zaměřené na  „psychicky abnormální“ děti. V této pozici Asperger pravidelně připravoval odborné posudky pro školské i zdravotnické orgány, jako podklady pro rozhodnutí zda dítě bude vzděláváno nebo institucionalizováno.
V roce 1935 se také oženil s Hannou Kalmon a spolu měli celkem pět dětí: Gertrud (1936), Hans (1938), Hedwig (1940), Maria (1946) a Brigitte (1948).

### Účast na nacistickém programu T4
Po anšlusu Rakouska v březnu 1938 došlo k rozsáhlé nacifikaci vídeňské medicíny. Z univerzit, nemocnic a výzkumných institucí bylo během několika měsíců systematicky odstraněno až 40% vedoucích lékařů a vědeckých pracovníků - zejména židovského původu. Ve stejném roce Asperger publikoval odborný článek Das psychisch abnorme Kind, v němž rozvíjel klasifikaci „abnormálních“ dětí podle jejich schopnosti být výchovou „zformovány“ do společensky přijatelných rolí. Z textu vyplývá, že děti byly chápány především jako objekty optimalizace, jejichž další osud byl určován dle „užitečnosti“.
Hans Asperger nebyl členem NSDAP, ale v rámci profesní integrace do struktur Třetí říše se stal členem několika nacistických odborných organizací: NS-Ärztebund (Nacionálně socialistický lékařský svaz), Deutscher Ärztebund (Německý lékařský svaz), Reichsärztekammer (Říšská lékařská komora) a především pak Reichsarbeitsgemeinschaft für Heilpädagogik (Říšská pracovní skupina pro léčebnou pedagogiku). Akademici univerzity v anglickém Cambridge v úvodníku vydání časopisu Molecular Autism poznamenali, že Asperger „se vědomě stal zubem v soukolí nacistické vraždící mašinerie“ a také „součástí očí a uší Třetí říše“.
Dle rakouského historika lékařství Herwiga Czecha a americké historičky Edith Sheffer archivní dokumentace dokládá, že Asperger přímo doporučoval umístění dětí do vídeňského zařízení Am Spiegelgrund, kde byly v rámci programu T4 systematicky zabíjeny podle teorie, že pro rasově čistou společnost nemají žádnou cenu. Na klinice Am Spiegelgrund dle dokumentace zahynulo celkem 789 dětí.
Případ Herty Schreiberové: V květnu 1941 Asperger vypracoval zprávu, podle které dvouleté děvče po prodělané encefalitidě představuje „nesnesitelnou přítěž pro matku“ a výslovně doporučil její přemístění do zařízení typu Am Spiegelgrund jako „nezbytné“. Herta byla do Am Spiegelgrund přijata během několika dní a brzy poté bylo zadokumentováno její úmrtí.
Případ Elisabeth Schreiberové: Hodnocení znělo, že Elisabeth je "jistě jen těžko snesitelným břemenem pro rodinu" a Asperger navrhl její institucionalizaci s tím, že „Spiegelgrund by byl nejlepší možností“. Elisabeth byla následně přemístěna do tohoto zařízení, kde krátce před svými šestými narozeninami zemřela.
Příběh Aurela Iselstögera: Aspergerem byl popsán jako dítě s autistickými rysy, avšak výraznými schopnostmi v kresbě. Podle výpovědi rodiny pochopili doporučení domácí výuky jako varování, že pobyt ve Vídni pro Aurela představuje nebezpečí a rodina proto volila přestěhování chlapce na venkov. Aurel tak unikl selekci, přežil válku a stal se známým výtvarníkem.
V roce 1942 dokončil Asperger habilitační práci zaměřenou na děti, které  označoval jako „autistické psychopaty“. Tato práce se stala základem jeho rozsáhlé studie Die „autistischen Psychopathen“ im Kindesalter, publikované v roce 1944. Ve stejném roce byl jmenován privátním docentem na Vídeňské unverzitě i šéfem zdejší katedry pediatrie.

### Poválečné působení a termínAspergerův syndrom
Po skončení války Asperger pokračoval ve své lékařské kariéře bez přerušení či veřejného zpochybnění. V roce 1946 byl jmenován ředitelem celé Dětské kliniky Vídeňské univerzity, kde působil až do roku 1957. V témže roce se stal mimořádným profesorem pediatrie na Lékařské fakultě Univerzity v Innsbrucku a od roku 1964 vedl zdravotnické zařízení dětské vesničky SOS v Hinterbrühl. V roce 1975 obdržel Cenu kardinála Innitzera za přínos rakouské vědě.
Hans Asperger nikdy veřejně nereflektoval svou činnost během nacistického období. Naopak, opakovaně se stylizoval do role lékaře, který se snažil „zvláštní“ děti chránit. Například v projevu na Vídeňské univerzitě v roce 1980, krátce před svou smrtí, tvrdil, že předávat děti nacistům odmítal a že byl za své postoje vyšetřován tajnou policií Gestapo.
Označení Aspergerův syndrom, které bylo navrženo britskou psychiatričkou Lornou Wing v roce 1981, se na několik dekád rozšířilo do mezinárodní diagnostiky. Vyřazení tohoto pojmu z klasifikací DSM-5 (2013) a MKN-11 (2022) nesouviselo přímo s odhalením Aspergerovy role v nacistickém režimu, ale spolu s těmito zjištěními vede k postupnému vytěsňování termínu Aspergerův syndrom z odborného i veřejného diskurzu.

## Dílo
výběr
- Das psychisch abnorme Kind. In: Wiener klinische Wochenschrift, 51 1938, S. 1314-1317
- Die „Autistischen Psychopathen“ im Kindesalter. In: Archiv für Psychiatrie und Nervenkrankheiten 117 (1944) 73-136

Archivováno 15. 2. 2018 na Wayback Machine.
- Die medizinischen Grundlagen der Heilpädagogik, in: Mitschrift für Kinderheilkunde. Band 99, Wien 1950, S. 105-107
- Heilpädagogik. Wien 1952
- Erlebtes Leben, Fünfzig Jahre Pädiatrie, In: Pädiatrie und Pädiologie, 12 1977, S. 214-223